# هوانگ هه-سوک
هوانگ هه-سوک (انگلیسی: Hwang He-suk؛ زادهٔ ۹ دسامبر ۱۹۴۵) بازیکن والیبال اهل کره شمالی بود.